# منتخب كرواتيا لكرة القدم للسيدات
منتخب كرواتيا الوطني لكرة القدم للسيدات (بالكرواتية: Hrvatska ženska nogometna reprezentacija)‏ هو ممثل كرواتيا الرسمي في المنافسات الدولية في كرة القدم في فئة كرة قدم نسائية.